# Chiesa rupestre di Sant'Angelo di Acquagnora
La chiesa rupestre di Sant'Angelo di Acquagnora, detta anche Sant'Angelo Veterano o più semplicemente Grotta Sant'Angelo, è un edificio di culto rupestre che sorge a Mottola, in provincia di Taranto, in Puglia.

## Storia
La tradizione attribuisce questa chiesa alla cosiddetta ecclesia S. Angeli Veterani menzionata nella raccolta delle decime del 1324, senza però ulteriori prove storiche o archeologiche. In questo documento, si riporta che la chiesa avesse ricevuto un beneficio da parte del figlio del signore Goffredo di Taranto del valore di un tarì e dieci grani. Oltre questa testimonianza, non vi sono ulteriori documentazioni o attestazioni della chiesa.

## Descrizione
Scavata attorno all'XI secolo, la chiesa rupestre di Sant'Angelo di Acquagnora presenta caratteristiche architettoniche tipiche degli edifici religiosi di epoca bizantina. L'ingresso, scavato in un blocco di calcarenite, è sormontato da una lunetta ad arco ribassato. L'interno è costituito da un'aula unica, separata dal presbiterio da un basso muro iconostatico di circa 90 cm. L'abside è a fondo piano, mentre le pareti dell'aula sono scandite da arcate cieche decorate con ghiere. Un tempo dovevano esserci degli affreschi, di cui permangono solo brandelli di colore. La cavità, lunga circa 9 metri, è illuminata dalla solo luce naturale che penetra dall'ingresso, creando un'illuminazione che raggiunge anche le zone più interne.